# Церква Святого Миколая (Турка)
Це́рква Свято́го Микола́я — чинна дерев'яна бойківська церква у місті Турка (Середня вулиця, 55а) Львівської області, пам'ятка архітектури національного значення. Належить до Православної церкви України.

## Історія
Збудована у 1739 році майстром Данилом Прокопієм на місці дводільної каплиці, спорудженої в 1700 році. За легендою, місце побудови церкви віряни вибрали після знакового випадку: під час раптової бурі біля двох пастухів, які випасали худобу в Середній Турці, впав хрест. Як з'ясувалося, вітер зірвав його і переніс з церкви, що стояла на протилежному кінці Турки — в Старому Селі.
У 1960—1989 роках не діяла як храм. У 1971 році відреставрована за проектом Івана Могитича та Ігоря Ковалишина. Після реставрації використовувався як краєзнавчий музей.
Сьогодні функціонує як храм православної громади Православної церкви України.

## Опис

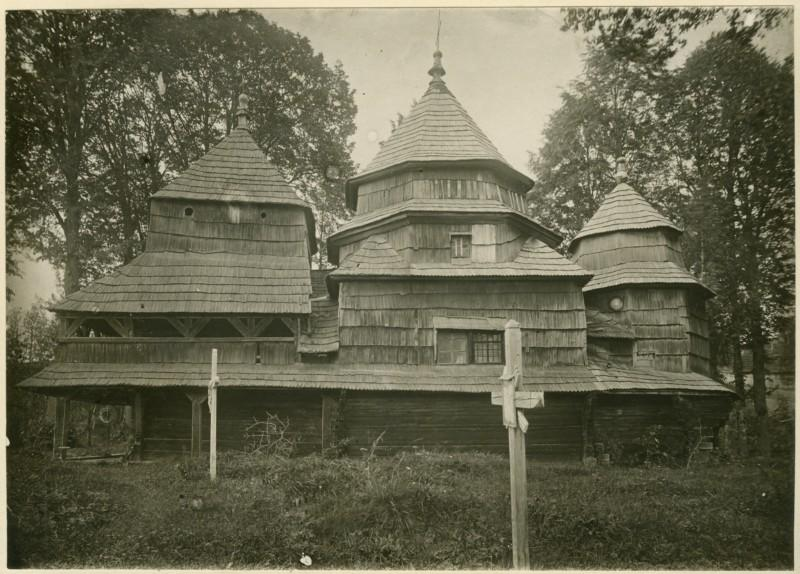
Церква святого Миколая 1904 рік

Церква збудована за канонами бойківського дерев'яного церковного будівництва, орієнтована вівтарем на схід, основним входом — на захід. Це дерев'яна тризрубна триверха церква бойківського типу, збудована зі смерекового дерева без жодного цвяха з використанням яворових кілків. Стіни будівлі ошальовані вертикально дошками і лиштвами. Нава і вівтар її звершені пірамідально-ступенево — восьмибічними наметами на восьмерикових верхах з двома заломами. Над бабинцем з чотирикутними ярусами влаштована емпора з арковою галереєю, завершена чотирибічним верхом, вкритим пірамідальним наметом. Широкий винос даху над нею підтримують стовпчики з прямими розкосами. Другий ярус бабинця переходить в каркасну дзвіницю, над якою є чотирисхилий дах. Дві інші вежі мають восьмибічні дахи. На сволоках-стяжках центрального зрубу нави вирізьблено надпис: 
| «СЄЙ ХРАМ НАЧА ЗДАТИ ГРОМАДА А СОВЄРШИ ЄГО В: I:МП АНТОНІ КАЛІНОВСКІ ЗА КОРОЛІА АВГҰСТА И ЗА ЄППАІЄРОНІ В: ІМІА ώЦА И СНА И СТАГО ДХА АМИН И ПРПА БЦИ МРІИ СОЗДАСІА ХРАМЪ СЄЙ ГОДҰ БЖІАГО АΨЛО ФЄУРҰАРІ З ГО МАҮСТЕР ДАНИІЛЪ ПРОКОПІЙ КОТОРІЙ НА ЦКВЪ РОБОТ НІКОВЪ ЗОНІДЪ» |
Зберігся різьблений дерев'яний іконостас з червоним тлом і золоченою різьбою та іконами з 1739 року.